# شنا در المپیک تابستانی ۱۹۸۴
شنا یکی از ورزش‌های بازی‌های المپیک تابستانی ۱۹۸۴ بوده که در دو بخش مردان و زنان برگزار شده است.
در مجموع ۴۹۴ شناگر از ۶۷ کشور جهان در این مسابقات شرکت کرده‌اند.

## جدول مدال‌ها
| رتبه            | کشور                      | طلا | نقره | برنز | مجموع |
| --------------- | ------------------------- | --- | ---- | ---- | ----- |
| ۱               | ایالات متحده آمریکا (USA) | ۲۱  | ۱۳   | ۰    | ۳۴    |
| ۲               | کانادا (CAN)              | ۴   | ۳    | ۳    | ۱۰    |
| ۳               | آلمان غربی (FRG)          | ۲   | ۳    | ۶    | ۱۱    |
| ۴               | هلند (NED)                | ۲   | ۱    | ۳    | ۶     |
| ۵               | استرالیا (AUS)            | ۱   | ۵    | ۶    | ۱۲    |
| ۶               | بریتانیای کبیر (GBR)      | ۰   | ۱    | ۴    | ۵     |
| ۷               | فرانسه (FRA)              | ۰   | ۱    | ۱    | ۲     |
| ۸               | برزیل (BRA)               | ۰   | ۱    | ۰    | ۱     |
| ۹               | سوئد (SWE)                | ۰   | ۰    | ۲    | ۲     |
| ۱۰              | بلژیک (BEL)               | ۰   | ۰    | ۱    | ۱     |
| ۱۰              | رومانی (ROM)              | ۰   | ۰    | ۱    | ۱     |
| ۱۰              | سوئیس (SUI)               | ۰   | ۰    | ۱    | ۱     |
| ۱۰              | ونزوئلا (VEN)             | ۰   | ۰    | ۱    | ۱     |
| مجموع (۱۳ کشور) | مجموع (۱۳ کشور)           | ۳۰  | ۲۸   | ۲۹   | ۸۷    |

## نتایج

### مردان
| بازی‌ها                 | طلا | طلا         | نقره                                                                                       | نقره     | برنز                                                                                                   | برنز     |
| ۱۰۰ متر آزاد           | راودی گینز · ایالات متحده آمریکا | 49.80 ر.ک   | مارک استوکول · استرالیا                                                                    | ۵۰٫۲۴    | پر جوهانسون · سوئد                                                                                     | ۵۰٫۳۱    |
| ۲۰۰ متر آزاد           | میشائل گروس · آلمان غربی | 1:47.44 ر.ج | مایک هیت · ایالات متحده آمریکا                                                             | ۱:۴۹٫۱۰  | توماس فارنر · آلمان غربی                                                                               | ۱:۴۹٫۶۹  |
| ۴۰۰ متر آزاد           | جورج دی‌کارلو · ایالات متحده آمریکا | ۳:۵۱٫۲۳     | جان مایکانن · ایالات متحده آمریکا                                                          | ۳:۵۱٫۴۹  | جاستین لمبرگ · استرالیا                                                                                | ۳:۵۱٫۷۹  |
| ۱۵۰۰ متر آزاد          | مایک ابرین · ایالات متحده آمریکا | ۱۵:۰۵٫۲۰    | جورج دی‌کارلو · ایالات متحده آمریکا                                                         | ۱۵:۱۰٫۵۹ | استفان فیفر · آلمان غربی                                                                               | ۱۵:۱۲٫۱۱ |
| ۱۰۰ متر کرال پشت       | ریک کری · ایالات متحده آمریکا | ۵۵٫۷۹       | دیو ویلسون · ایالات متحده آمریکا                                                           | ۵۶٫۳۵    | مایک وست · کانادا                                                                                      | ۵۶٫۴۹    |
| ۲۰۰ متر کرال پشت       | ریک کری · ایالات متحده آمریکا | ۲:۰۰٫۲۳     | فردریک دلکور · فرانسه                                                                      | ۲:۰۱٫۷۵  | کامرون هنینگ · کانادا                                                                                  | ۲:۰۲٫۳۷  |
| ۱۰۰ متر قورباغه        | استیو لاندکوییست · ایالات متحده آمریکا                                                                                                  | 1:01.65 ر.ج | ویکتور دیویس · کانادا                                                                      | ۱:۰۱٫۹۹  | پیتر اوانز · استرالیا                                                                                  | ۱:۰۲٫۹۷  |
| ۲۰۰ متر قورباغه        | ویکتور دیویس · کانادا | 2:13.34 ر.ج | گلن برینگن · استرالیا                                                                      | ۲:۱۵٫۷۹  | اتین داگو · سوئیس                                                                                      | ۲:۱۷٫۴۱  |
| ۱۰۰ متر پروانه         | میشائل گروس · آلمان غربی | 53.08 ر.ج   | پابلو مورالس · ایالات متحده آمریکا                                                         | ۵۳٫۲۳    | گلن بیوکنن · استرالیا                                                                                  | ۵۳٫۸۵    |
| ۲۰۰ متر پروانه         | جان زیبن · استرالیا | 1:57.04 ر.ج | میشائل گروس · آلمان غربی                                                                   | ۱:۵۷٫۴۰  | رافائل ویدال · ونزوئلا                                                                                 | ۱:۵۷٫۵۱  |
| ۲۰۰ متر مختلط انفرادی  | الکس باومن · کانادا | 2:01.42 ر.ج | پابلو مورالس · ایالات متحده آمریکا                                                         | ۲:۰۳٫۰۵  | نیل کوچران · بریتانیای کبیر                                                                            | ۲:۰۴٫۳۸  |
| ۴۰۰ متر مختلط انفرادی  | الکس باومن · کانادا | 4:17.41 ر.ج | ریکاردو پرادو · برزیل                                                                      | ۴:۱۸٫۴۵  | راب وودهاوس · استرالیا                                                                                 | ۴:۲۰٫۵۰  |
| ۴×۱۰۰ متر آزاد امدادی  | ایالات متحده آمریکا (USA) · کریس کاواناو · مایک هیت · مت بیوندی · راودی گینز · تام جگر* · روبین لیمی*                                   | 3:19.03 ر.ج | استرالیا (AUS) · گرگ فاسالا · نیل بروکز · مایکل دلینی · مارک استوکول ·                     | ۳:۱۹٫۶۸  | سوئد (SWE) · توماس لیدستروم · پر جوهانسون · بنت بارون · میکاییل آرن · میلتون ریکارد* · مایکل سادرلاند* | ۳:۲۲٫۶۹  |
| ۴×۲۰۰ متر آزاد امدادی  | ایالات متحده آمریکا (USA) · مایک هیت · دیوید لارسون · جف فلوت · بروس هیز · گئوف گابرینو* · ریچارد سیگر*                                 | 7:15.69 ر.ج | آلمان غربی (FRG) · توماس فارنر · دیرک کورتهالس · الکساندر شوتکا · میشائل گروس · رینر هنکل* | ۷:۱۵٫۷۳  | بریتانیای کبیر (GBR) · نیل کوچران · پل ایستر · پل هو · اندرو است‌باری                                   | ۷:۲۴٫۷۸  |
| ۴×۱۰۰ متر مختلط امدادی | ایالات متحده آمریکا (USA) · ریک کری · استیو لاندکوییست · پابلو مورالس · راودی گینز · دیو ویلسون* · ریچارد شرودر* · مایک هیت* · تام جگر* | 3:39.30 ر.ج | کانادا (CAN) · مایک وست · ویکتور دیویس · تام پونتینگ · سندی گوس ·                          | ۳:۴۳٫۲۳  | استرالیا (AUS) · مارک کری · پیتر اوانز · گلن بیوکنن · مارک استوکول · جان زیبن* · نیل بروکز*            | ۳:۴۳٫۲۵  |

* Swimmers who participated in the heats only and received medals.

### زنان
| بازی‌ها                 | طلا | طلا         | نقره                                                                                  | نقره    | برنز                                                                        | برنز    |
| ۱۰۰ متر آزاد           | کری استینسیفر · ایالات متحده آمریکا | ۵۵٫۹۲       | مدال داده نشد                                                                         |         | آنماری فرستاپن · هلند                                                       | ۵۶٫۰۸   |
| ۱۰۰ متر آزاد           | نانسی هاگشید-ماکار · ایالات متحده آمریکا | ۵۵٫۹۲       | مدال داده نشد                                                                         |         | آنماری فرستاپن · هلند                                                       | ۵۶٫۰۸   |
| ۲۰۰ متر آزاد           | ماری ویت · ایالات متحده آمریکا | ۱:۵۹٫۲۳     | سینتیا وودهد · ایالات متحده آمریکا                                                    | ۱:۵۹٫۵۰ | آنماری فرستاپن · هلند                                                       | ۱:۵۹٫۶۹ |
| ۴۰۰ متر آزاد           | تیفانی کوهن · ایالات متحده آمریکا | 4:07.10 ر.ک | سارا هاردکستل · بریتانیای کبیر                                                        | ۴:۱۰٫۲۹ | جون کرافت · بریتانیای کبیر                                                  | ۴:۱۱٫۴۹ |
| ۸۰۰ متر آزاد           | تیفانی کوهن · ایالات متحده آمریکا | 8:24.95 ر.ک | میشل ریچاردسون · ایالات متحده آمریکا                                                  | ۸:۳۰٫۷۳ | سارا هاردکستل · بریتانیای کبیر                                              | ۸:۳۲٫۶۰ |
| ۱۰۰ متر کرال پشت       | ترزا اندرو · ایالات متحده آمریکا | ۱:۰۲٫۵۵     | بتزی میشل · ایالات متحده آمریکا                                                       | ۱:۰۲٫۶۳ | یولاندا ده روفر · هلند                                                      | ۱:۰۲٫۹۱ |
| ۲۰۰ متر کرال پشت       | یولاندا ده روفر · هلند | ۲:۱۲٫۳۸     | ایمی وایت · ایالات متحده آمریکا                                                       | ۲:۱۳٫۰۴ | آنکا پاتراشکویو · رومانی                                                    | ۲:۱۳٫۲۹ |
| ۱۰۰ متر قورباغه        | پترا فن استاورن · هلند | 1:09.88 ر.ک | آن اوتنبرایت · کانادا                                                                 | ۱:۱۰٫۶۹ | کاترین پواره · فرانسه                                                       | ۱:۱۰٫۷۰ |
| ۲۰۰ متر قورباغه        | آن اوتنبرایت · کانادا | ۲:۳۰٫۳۸     | سوزان رپ · ایالات متحده آمریکا                                                        | ۲:۳۱٫۱۵ | اینگرید لومپرور · بلژیک                                                     | ۲:۳۱٫۴۰ |
| ۱۰۰ متر پروانه         | مری تی. مائگر · ایالات متحده آمریکا | ۵۹٫۲۶       | جنا جانسون · ایالات متحده آمریکا                                                      | ۱:۰۰٫۱۹ | کارین زیک · آلمان غربی                                                      | ۱:۰۱٫۳۶ |
| ۲۰۰ متر پروانه         | مری تی. مائگر · ایالات متحده آمریکا | 2:06.90 ر.ک | کارن فیلیپس · استرالیا                                                                | ۲:۱۰٫۵۶ | اینا بیرمان · آلمان غربی                                                    | ۲:۱۱٫۹۱ |
| ۲۰۰ متر مختلط انفرادی  | تریسی کولکینز · ایالات متحده آمریکا | 2:12.64 ر.ک | نانسی هاگشید-ماکار · ایالات متحده آمریکا                                              | ۲:۱۵٫۱۷ | میشل پیرسون · استرالیا                                                      | ۲:۱۵٫۹۲ |
| ۴۰۰ متر مختلط انفرادی  | تریسی کولکینز · ایالات متحده آمریکا | ۴:۳۹٫۲۴     | سوزی لندلز · استرالیا                                                                 | ۴:۴۸٫۳۰ | پترا زیندلر · آلمان غربی                                                    | ۴:۴۸٫۵۷ |
| ۴×۱۰۰ متر آزاد امدادی  | ایالات متحده آمریکا (USA) · جنا جانسون · کری استینسیفر · دارا تورس · نانسی هاگشید-ماکار · جیل استرکل* · ماری ویت* ·                                   | ۳:۴۳٫۴۳     | هلند (NED) · آنماری فرستاپن · دسی ریرس · الس فوسکس · کونی فن بنتوم · ویلما فن ولسن* · | ۳:۴۴٫۴۰ | آلمان غربی (FRG) · ایریس شرپه · سوزان شوستر · کریستاینه پیلکه · کارین زیک · | ۳:۴۵٫۵۶ |
| ۴×۱۰۰ متر مختلط امدادی | ایالات متحده آمریکا (USA) · ترزا اندرو · تریسی کولکینز · مری تی. مائگر · نانسی هاگشید-ماکار · بتزی میشل* · سوزان رپ* · جنا جانسون* · کری استینسیفر* · | ۴:۰۸٫۳۴     | آلمان غربی (FRG) · اسونیا اشلیشت · اوته هاسه · اینا بیرمان · کارین زیک ·              | ۴:۱۱٫۹۷ | کانادا (CAN) · ریما عبدو · آن اوتنبرایت · میشل مک‌فرسون · پاملا رای ·        | ۴:۱۲٫۹۸ |

*Swimmers who participated in the heats only and received medals.